# Escamandro
Escamandro (em grego: Σκάμανδρος) era um rio que passava perto de Troia, chamado pelos deuses de Xanto. Ele era filho de Oceano e Tétis. O rio, atualmente na Turquia, é chamado de Kara Menderes.
O rio faz parte da linhagem real de Troia. Segundo Dionísio de Halicarnasso, Tros, herói epônimo de Troia, era filho de Erictônio da Dardânia e Calírroe, sendo Erictônio filho de Dardano e Bátia, filha de Teucro, e Calírroe filha de Escamandro.
Sua nascente teria sido escavada pelas mãos de Hércules. Durante a Guerra de Troia, rebelou-se contra Aquiles, farto de receber em seu leito tantos cadáveres das mãos do herói grego. O rio lançou sobre Aquiles as suas águas revoltas, sendo este salvo por intervenção de Vulcano, que arremessou sobre o leito do rio o fogo de suas forjas.